# شرکت خودروسازی اوکراین
شرکت خودروسازی اوکراین (اوکراینی: Українська Автомобільна Корпорація) شرکت خودروسازی اوکراینی است، که در سال ۱۹۶۹ تأسیس شد.